# Bedsteforældre For Asyl
Bedsteforældre For Asyl (BfA) er en tværpolitisk græsrodsbevægelse, som protesterer mod den danske regerings asylpolitik.
Organisationen består især af personer i bedsteforældregenerationen, som fx hver fjerde uge samles foran de danske udrejse-asylcentre Center Avnstrup og Center Sjælsmark. Protesterne finder desuden sted i form af forskellige aktioner samt ved møder med folketingspolitikere. På Avnstrup, der nu (7/1 2025) hovedsagelig huser børn og deres voksne, suppleres BfA's møder med en sammenkomst og med god kontakt med beboerne.
Organisationen blev etableret i oktober 2007 og har siden demonstreret jævnligt ved asylcentrene.
Bedsteforældre For Asyl har modtaget priser og donationer til arbejdet for og med asylansøgere, godkendte såvel som afviste. Fx modtog BfA 11. januar 2008 Bindslev A/S's pris med begrundelsen at de "kæmper for at gøre forholdene for børnene i de danske asylcentre mere tålelige".
En række fremtrædende personer har støttet organisationen gennem deltagelse i søndagsdemonstrationerne bl.a.
- Jesper Jensen
- Else Lidegaard (Initiativtager)
- Lars Barfoed
- Lone Dybkjær
- Johanne Schmidt-Nielsen
- Annika Hoydal
- Johannes Møllehave
- Leif Bork Hansen
- Erik Stinus
- Elisabeth Rygaard
- Lone Møller

## Ekstern henvisning
Link: http://www.bedsteforaeldreforasyl.dk